# Bszawi
Bszawi (arab. بشاوي) – wieś w Syrii, w muhafazie Hama. W 2004 roku liczyła 253 mieszkańców.